# Manfred Kreis
Manfred Gerhard Kreis (* 9. Juni 1956 in Heidelberg) ist ein Brigadegeneral außer Dienst des Heeres der Bundeswehr. In seiner letzten Verwendung war er Abteilungsleiter Planung im Kommando Streitkräftebasis.

## Militärische Laufbahn
Kreis trat im Juli 1975 beim Panzerbataillon 303 in Heidenheim in die Bundeswehr ein und absolvierte die Ausbildung zum Offizier. Von 1976 bis 1979 studierte er Wirtschafts- und Organisationswissenschaften an der Universität der Bundeswehr München. Anschließend erfolgten von 1980 bis 1987 verschiedene Verwendungen, u. a. als Kompaniechef, im Panzerbataillon 114 in Neunburg. Danach war Kreis von 1987 bis 1989 Lehrgangsteilnehmer des 30. Generalstabslehrganges Heer an der Führungsakademie der Bundeswehr in Hamburg. Von 1989 bis 1992 war er Abteilungsleiter G2 der 5. Panzerdivision in Diez. Während dieser Zeit besuchte er von Juli 1991 bis Juli 1992 die Generalstabsausbildung an der portugiesischen Führungsakademie in Lissabon. 1992 bis 1994 war Kreis Abteilungsleiter G3 der Panzerbrigade 15 in Koblenz und der Panzerbrigade 34 in Diez. 1994 erfolgte die erste ministerielle Verwendung als Referent im Führungsstab des Heeres (Fü H VI 3), ehe er 1995 Bataillonskommandeur des PzBtl 143 in Stadtallendorf wurde. Von 1997 bis 2000 erfolgte eine Verwendung als Dozent für Truppenführung und Tutor der Generalstabsausbildung an der Führungsakademie. In dieser Zeit nahm Kreis von September bis Dezember 1997 als Abteilungsleiter G3 des 3. Kontingents SFOR in Sarajevo an einem Auslandseinsatz teil. Von 2000 bis 2003 erfolgten erneut Verwendungen im Ministerium als Referent im Führungsstab der Streitkräfte (Fü S IV 3 und Fü S VII 2) sowie in der Abteilung Führung Streitkräftebasis (Fü SKB Org/STAN/Z und Fü SKB Org). 2003 wurde Kreis Abteilungsleiter G3 im Wehrbereichskommando II in Mainz. Ab 2006 war Kreis als Referatsleiter im Ministerium eingesetzt; zunächst im Führungsstab des Heers (Fü H I 4) bis 2010 und anschließend im Führungsstab der Streitkräfte (Fü S VII 2) bis 2012. Von April bis September 2012 war er Unterabteilungsleiter Org im Stab Inspekteur der Streitkräftebasis, ehe er diese Aufgabe im neu aufgestellten Kommando Streitkräftebasis fortführte. Im September 2015 wurde er Abteilungsleiter Planung in derselben Kommandobehörde. Kreis wurde im Oktober 2020 in den Ruhestand versetzt.

### Auszeichnungen
- Ehrenkreuz der Bundeswehr in Gold, Silber, Bronze
- Einsatzmedaille der Bundeswehr SFOR
- NATO-Medaille SFOR
- Goldenes Feuerwehr-Ehrenzeichen am Bande

## Privates
Kreis ist verheiratet und hat vier Töchter.